# Listă de filme Touchstone Pictures
Aceasta este o listă de lungmetraje cinematografice lansate de Touchstone Pictures (din 1986, începând cu Băieți duri) și de Touchstone Films (1984–1986).
Majoritatea filmelor enumerate aici au fost distribuite în Statele Unite ale Americii, cu excepția cazului în care se menționează altfel, de către unitatea de distribuție cinematografică a Walt Disney Studios; cunoscută în prezent ca Walt Disney Studios Motion Pictures, cunoscută anterior ca Buena Vista Distribution Company/Buena Vista Film Distribution Company (până în 1987) și Buena Vista Pictures Distribution (1987–2007).
După lansarea filmului Lumina dintre oceane (2016), ultimul film al contractului cu DreamWorks, eticheta Touchstone a fost retrasă.

## Anii 1980
| Premiera           | Titlu                                | Note |
| ------------------ | ------------------------------------ | --- |
| 9 martie 1984      | Sirena îndrăgostită                  | prima lansare Touchstone |
| 28 septembrie 1984 | Ferma                                | coproducție cu Far West Productions și Pangea Corporation                                                                                   |
| 22 martie 1985     | Baby: Secret of the Lost Legend      | coproducție cu Silver Screen Partners II |
| 9 august 1985      | Proiectul                            | coproducție cu Silver Screen Partners II |
| 31 ianuarie 1986   | La ananghie în Beverly Hills         | coproducție cu Silver Screen Partners II |
| 11 aprilie 1986    | Politist și dansator                 | coproducție cu Silver Screen Partners II |
| 27 iunie 1986      | Noroc criminal                       | coproducție cu Silver Screen Partners II |
| 3 octombrie 1986   | Băieți duri                          | coproducție cu Silver Screen Partners II și The Bryna Company                                                                               |
| 17 octombrie 1986  | Culoarea banilor                     | coproducție cu Silver Screen Partners II |
| 30 ianuarie 1987   | Cine ești tu domnule Michael Sanders | coproducție cu Silver Screen Partners II și Interscope Communications                                                                       |
| 6 martie 1987      | Oameni de tinichea                   | coproducție cu Silver Screen Partners II |
| 22 mai 1987        | Ernest Goes to Camp                  | coproducție cu Silver Screen Partners III și Emshell Producers                                                                              |
| 1 iulie 1987       | Noile aventuri ale dădacelor         | coproducție cu Silver Screen Partners III                                                                                                   |
| 5 august 1987      | La pândă                             | coproducție cu Silver Screen Partners II |
| 14 august 1987     | Nu-mi poți cumpăra iubirea           | coproducție cu Silver Screen Partners III, Apollo Pictures și The Mount Company                                                             |
| 6 noiembrie 1987   | Hello Again                          | coproducție cu Silver Screen Partners III                                                                                                   |
| 25 noiembrie 1987  | Trei bărbați și un bebeluș           | coproducție cu Silver Screen Partners III și Interscope Communications                                                                      |
| 25 decembrie 1987  | Bună dimineața, Vietnam              | coproducție cu Silver Screen Partners III                                                                                                   |
| 12 februarie 1988  | Viu sau mort                         | coproducție cu Silver Screen Partners III și Century Park Pictures                                                                          |
| 18 martie 1988     | Efect întârziat                      | Refacere a filmului din 1949; coproducție cu Silver Screen Partners III                                                                     |
| 10 iunie 1988      | O afacere mare                       | coproducție cu Silver Screen Partners III                                                                                                   |
| 22 iunie 1988      | Cine vrea pielea lui Roger Rabbit?   | coproducție cu Amblin Entertainment, Silver Screen Partners III, și Walt Disney Feature Animation Adăugat în National Film Registry în 2016 |
| 29 iulie 1988      | Cocktail                             | coproducție cu Silver Screen Partners III și Interscope Communications                                                                      |
| 5 august 1988      | The Rescue                           | coproducție cu Silver Screen Partners III                                                                                                   |
| 30 septembrie 1988 | Heartbreak Hotel                     | coproducție cu Silver Screen Partners III                                                                                                   |
| 4 noiembrie 1988   | O mamă perfectă                      | coproducție cu Silver Screen Partners IV |
| 11 noiembrie 1988  | Ernest salvează Crăciunul            | coproducție cu Silver Screen Partners III și Emshell Producers                                                                              |
| 21 decembrie 1988  | Prietenele                           | coproducție cu Silver Screen Partners IV și All Girl Productions                                                                            |
| 27 ianuarie 1989   | Trei fugari                          | coproducție cu Silver Screen Partners IV |
| 10 martie 1989     | New York Stories                     | coproducție cu Silver Screen Partners IV |
| 14 aprilie 1989    | Disorganized Crime                   | coproducție cu Silver Screen Partners IV și Kouf/Bigelow Productions                                                                        |
| 2 iunie 1989       | Cercul poeților dispăruți            | coproducție cu Silver Screen Partners IV |
| 28 iulie 1989      | Turner și Hooch                      | coproducție cu Silver Screen Partners IV |
| 6 octombrie 1989   | An Innocent Man                      | coproducție cu Silver Screen Partners IV și Interscope Communications                                                                       |
| 20 octombrie 1989  | Lecția de anatomie                   | coproducție cu Silver Screen Partners IV, Sandollar Productions și Hill/Roseman                                                             |
| 13 decembrie 1989  | Blaze                                | coproducție cu Silver Screen Partners IV și A&M Films                                                                                       |

## Anii 1990
| Premiera           | Titlu                              | Note |
| ------------------ | ---------------------------------- | --- |
| 2 februarie 1990   | Stella                             | coproducție cu The Samuel Goldwyn Company; doar distribuție în America de Nord                                                                                              |
| 23 februarie 1990  | Acasă, în inima mea                | coproducție cu Silver Screen Partners IV |
| 23 martie 1990     | Frumușica                          | coproducție cu Silver Screen Partners IV și Regency International Pictures                                                                                                  |
| 6 aprilie 1990     | Ernest merge la inchisoare         | coproducție cu Silver Screen Partners IV și Emshell Producers |
| 27 aprilie 1990    | Spaced Invaders                    | coproducție cu Silver Screen Partners IV și Smart Egg Pictures |
| 25 mai 1990        | Fire Birds                         | coproducție cu Silver Screen Partners IV și Nova International Films |
| 15 iunie 1990      | Dick Tracy                         | coproducție cu Silver Screen Partners IV și Mulholland Productions |
| 22 iunie 1990      | Nunta lui Betsy                    | coproducție cu Silver Screen Partners IV și Martin Bregman Productions |
| 12 octombrie 1990  | Domnul Destin                      | coproducție cu Silver Screen Partners IV și Laurence Mark Productions |
| 21 noiembrie 1990  | Trei bărbați și o fetiță           | coproducție cu Silver Screen Partners IV și Interscope Communications |
| 25 decembrie 1990  | Carte verde                        | coproducție cu Australian Film Finance Corporation |
| 22 februarie 1991  | Scenes from a Mall                 | coproducție cu Silver Screen Partners IV |
| 26 aprilie 1991    | Oscar                              | coproducție cu Silver Screen Partners IV |
| 17 mai 1991        | Ce-i cu Bob?                       | coproducție cu Touchwood Pacific Partners |
| 21 iunie 1991      | Omul rachetă                       | coproducție cu Walt Disney Pictures, Silver Screen Partners IV și The Gordon Company; international doar distribuție                                                        |
| 16 august 1991     | Doctorul                           | coproducție cu Silver Screen Partners IV |
| 23 august 1991     | Alb - Negru                        | coproducție cu Silver Screen Partners IV |
| 27 septembrie 1991 | Decepție                           | coproducție cu Silver Screen Partners IV |
| 4 octombrie 1991   | Paradise                           | coproducție cu Touchwood Pacific Partners și Interscope Communications |
| 11 octombrie 1991  | Ernest Scared Stupid               | coproducție cu Touchwood Pacific Partners și Emshell Producers |
| 1 noiembrie 1991   | Billy Bathgate                     | coproducție cu Touchwood Pacific Partners |
| 20 decembrie 1991  | Tatăl miresei                      | Refacere a filmului din 1950; coproducție cu Touchwood Pacific Partners și Sandollar Productions                                                                            |
| 20 martie 1992     | Piesa                              | coproducție cu Touchwood Pacific Partners și Amblin Entertainment |
| 29 mai 1992        | Sister Act                         | coproducție cu Touchwood Pacific Partners |
| 7 august 1992      | Cei trei ninja                     | doar distribuție în America de Nord; produs de Sheen Productions |
| 21 august 1992     | Pistolul din geanta lui Betty Lou  | coproducție cu Interscope Communications și Nomura Babcock & Brown |
| 11 septembrie 1992 | Vedere de pe pod                   | coproducție cu Outlaw Productions |
| 18 septembrie 1992 | Căpitanul Ron                      | coproducție cu Touchwood Pacific Partners |
| 15 ianuarie 1993   | Supraviețuitorii                   | coproducție cu Paramount Pictures și The Kennedy/Marshall Company; doar distribuție în America de Nord                                                                      |
| 3 februarie 1993   | Clubul văduvelor                   | coproducție cu Touchwood Pacific Partners |
| 23 aprilie 1993    | Vara indiana                       | coproducție cu Touchwood Pacific Partners și Outlaw Productions |
| 4 iunie 1993       | Agenția de talente                 | — |
| 9 iunie 1993       | Eu, Tina Turner                    | — |
| 23 iulie 1993      | Din nou la pândă                   | coproducție cu Touchwood Pacific Partners |
| 6 august 1993      | Iubitul meu s-a întors             | coproducție cu Touchwood Pacific Partners |
| 24 septembrie 1993 | Supraviețuirea                     | coproducție cu The Samuel Goldwyn Company |
| 29 octombrie 1993  | Coșmar înainte de Crăciun          | doar distribuție; produs de Walt Disney Pictures și Skellington Productions Adăugat în National Film Registry în 2023                                                       |
| 10 decembrie 1993  | Sister Act 2: De la capăt          | — |
| 7 ianuarie 1994    | Cabin Boy                          | coproducție cu Tim Burton Productions și Skellington Productions |
| 4 februarie 1994   | Tatăl meu e un erou                | Refacere a filmului francez din 1991 (Mon père, ce héros) |
| 9 martie 1994      | Ostatici ostili                    | coproducție cu Don Simpson Productions & Jerry Bruckheimer Films |
| 22 aprilie 1994    | O vară neobișnuită                 | — |
| 29 aprilie 1994    | Când un bărbat iubește o femeie    | coproducție cu Avnet/Kerner Productions |
| 3 iunie 1994       | Profu' de engleză                  | coproducție cu Parkway Productions și Cinergi Pictures; doar distribuție în America de Nord și de Sud                                                                       |
| 29 iunie 1994      | Ador încurcăturile                 | coproducție cu Caravan Pictures |
| 25 august 1994     | It's Pat                           | — |
| 2 septembrie 1994  | Tatăl meu                          | — |
| 30 septembrie 1994 | Ed Wood                            | — |
| 20 ianuarie 1995   | Conflicte între parteneri          | — |
| 3 februarie 1995   | The Jerky Boys: The Movie          | coproducție cu Caravan Pictures |
| 31 martie 1995     | Jefferson la Paris                 | coproducție cu Merchant Ivory Productions |
| 26 mai 1995        | O iubire nebună                    | — |
| 13 octombrie 1995  | O iubire de-o vară                 | coproducție cu Merchant Ivory Productions |
| 8 decembrie 1995   | Tatăl miresei -Partea a II-a       | Refacere a filmului Micul dividend al tatei; coproducție cu Sandollar Productions și The Meyers/Shyer Company                                                               |
| 16 februarie 1996  | Perechea nepotrivită               | coproducție cu Mandeville Films și Marty Katz Productions |
| 1 martie 1996      | Personal și confidențial           | coproducție cu Cinergi Pictures și Avnet/Kerner Productions; doar distribuție în America de Nord și de Sud                                                                  |
| 15 martie 1996     | Two Much                           | coproducție cu Interscope Communications, PolyGram Filmed Entertainment, Fernando Trueba Producciones Cinematográficas S.A. și Sogetel; doar distribuție în America de Nord |
| 22 martie 1996     | Un indian la Paris                 | doar distribuție în America de Nord; produs de Canal+ și TF1 |
| 3 mai 1996         | Last Dance                         | — |
| 10 mai 1996        | Boys                               | coproducție cu Interscope Communications și PolyGram Filmed Entertainment; doar distribuție în America de Nord                                                              |
| 3 iulie 1996       | Fenomenul                          | — |
| 17 iulie 1996      | Kazaam                             | coproducție cu Interscope Communications și PolyGram Filmed Entertainment; doar distribuție în America de Nord                                                              |
| 8 noiembrie 1996   | Negociatorii                       | Refacere a filmului din 1956; coproducție cu Imagine Entertainment |
| 20 noiembrie 1996  | Frontul de acasă                   | coproducție cu Motion Picture Corporation of America |
| 13 decembrie 1996  | Dragoste de înger                  | Refacere a filmului Soția episcopului; coproducție cu The Samuel Goldwyn Company și Parkway Productions                                                                     |
| 17 ianuarie 1997   | Polițist la San Francisco          | coproducție cu Caravan Pictures și Roger Birnbaum Productions |
| 28 martie 1997     | Al șaselea jucător                 | coproducție cu Mandeville Films |
| 25 aprilie 1997    | Două tipe păguboase                | coproducție cu Bungalow 78 Productions |
| 6 iunie 1997       | Con Air - Avionul Condamnaților    | coproducție cu Jerry Bruckheimer Films |
| 27 iunie 1997      | Față în față                       | coproducție cu Paramount Pictures, Permut Presentations și WCG Entertainment; doar distribuție internatională                                                               |
| 18 iulie 1997      | Ce-am avut și ce-am pierdut        | coproducție cu O Entertainment |
| 26 septembrie 1997 | Ferma din Iowa                     | coproducție cu PolyGram Filmed Entertainment, Beacon Communications și Propaganda Films; doar distribuție în America de Nord                                                |
| 17 octombrie 1997  | Doctor pentru mafie                | coproducție cu Beacon Communications |
| 7 noiembrie 1997   | Infanteria stelară                 | coproducție cu TriStar Pictures; international doar distribuție |
| 25 decembrie 1997  | Kundun                             | coproducție cu De Fina – Cappa |
| 23 ianuarie 1998   | The Wonderful Ice Cream Suit       | lansat direct-pe-video |
| 27 februarie 1998  | Tribul din fundu' grădinii         | — |
| 1 mai 1998         | Să înceapă jocul                   | coproducție cu 40 Acres and a Mule Filmworks |
| 15 mai 1998        | Îmblânzitorul de cai               | — |
| 12 iunie 1998      | Șase zile, șapte nopți             | coproducție cu Caravan Pictures, Northern Lights Entertainment și Roger Birnbaum Productions                                                                                |
| 1 iulie 1998       | Armageddon - Sfârșitul lumii?      | coproducție cu Jerry Bruckheimer Films și Valhalla Motion Pictures |
| 10 iulie 1998      | Patriotul                          | coproducție cu Interlight; lansare limitată în cinematografe în anumite țări, lansat direct pe video în America de Nord în 1999                                             |
| 24 iulie 1998      | Mafia!                             | coproducție cu Tapestry Films |
| 7 august 1998      | Ochi de șarpe                      | doar distribuție internatională; produs de Paramount Pictures și DeBart Productions                                                                                         |
| 9 octombrie 1998   | Picat din cer                      | coproducție cu Caravan Pictures și Roger Birnbaum Productions |
| 16 octombrie 1998  | Preaiubita                         | coproducție cu Harpo Productions și Clinica Estetico |
| 6 noiembrie 1998   | Băiatul cu apă rece                | — |
| 20 noiembrie 1998  | Inamicul statului                  | coproducție cu Jerry Bruckheimer Films și Scott Free Productions |
| 11 decembrie 1998  | Rushmore                           | coproducție cu American Empirical Pictures Adăugat în National Film Registry în 2016                                                                                        |
| 25 decembrie 1998  | Avocatul                           | coproducție cu Paramount Pictures, Wildwood Enterprises, Inc și Scott Rudin Productions; doar distribuție în America de Nord                                                |
| 26 februarie 1999  | Puterea iubirii                    | coproducție cu Mandeville Films |
| 31 martie 1999     | 10 lucruri nu-mi plac la tine      | coproducție cu Mad Chance Productions |
| 4 iunie 1999       | Instinct                           | coproducție cu Spyglass Entertainment |
| 2 iulie 1999       | Vara lui Sam                       | coproducție cu 40 Acres and a Mule Filmworks |
| 30 iulie 1999      | De bună voie și nesilită de nimeni | coproducție cu Paramount Pictures, Lakeshore Entertainment și Interscope Communications; doar distribuție internatională                                                    |
| 13 august 1999     | Al 13-lea războinic                | — |
| 24 septembrie 1999 | Mumford                            | — |
| 22 octombrie 1999  | Între viață și moarte              | coproducție cu Paramount Pictures, De Fina – Cappa and Scott Rudin Productions; international doar distribuție                                                              |
| 5 noiembrie 1999   | Scandal în industria tutunului     | coproducție cu Spyglass Entertainment și Forward Pass |
| 10 decembrie 1999  | Între artă și adevăr               | — |
| 10 decembrie 1999  | Un gigolo de doi bani              | coproducție cu Happy Madison Productions și Out of the Blue... Entertainment                                                                                                |
| 17 decembrie 1999  | Omul bicentenar                    | coproducție cu Columbia Pictures, 1492 Pictures, Laurence Mark Productions și Radiant Productions; doar distribuție în America de Nord                                      |
| 25 decembrie 1999  | O bătaie pe cinste                 | — |

## Anii 2000
| Premiera           | Titlu                                 | Note |
| ------------------ | ------------------------------------- | --- |
| 10 martie 2000     | Misiune pe Marte                      | coproducție cu Spyglass Entertainment                                                                                                  |
| 31 martie 2000     | High Fidelity                         | coproducție cu Working Title Films, Dogstar Films și New Crime Productions                                                             |
| 6 aprilie 2000     | Un bucătar cu gust                    | German film; coproducție cu Pelemele Film și Leora Films                                                                               |
| 14 aprilie 2000    | Preotul, rabinul și fata              | coproducție cu Spyglass Entertainment, Koch Co., Norton/Blumberg Productions și Triple Threat Talent                                   |
| 26 mai 2000        | Cowboy Shaolin                        | coproducție cu Spyglass Entertainment, Birnbaum/Barber Productions și Jackie Chan Films Limited                                        |
| 9 iunie 2000       | Dispari în 60 de secunde              | coproducție cu Jerry Bruckheimer Films                                                                                                 |
| 4 august 2000      | Barul Coyote Ugly                     | coproducție cu Jerry Bruckheimer Films                                                                                                 |
| 25 august 2000     | Gașca                                 | coproducție cu Sonnenfeld Josephson Worldwide Entertainment; doar distribuție în America de Nord                                       |
| 22 noiembrie 2000  | Indestructibilul                      | coproducție cu Blinding Edge Pictures și Barry Mendel Productions                                                                      |
| 22 decembrie 2000  | Marea hoinăreală                      | coproducție cu Universal Pictures, StudioCanal, Working Title Films și Mike Zoss Productions; doar distribuție în America de Nord      |
| 12 ianuarie 2001   | Cască ochii sau o-ncurci              | coproducție cu Permut Presentations și Rat Entertainment                                                                               |
| 25 mai 2001        | Pearl Harbor                          | coproducție cu Jerry Bruckheimer Films                                                                                                 |
| 29 iunie 2001      | Nebuni și frumoși                     | — |
| 24 august 2001     | Băiatul din balon                     | — |
| 7 septembrie 2001  | New Port South                        | coproducție cu Hughes Entertainment |
| 12 octombrie 2001  | Corky – Nătărăul clanului             | — |
| 26 octombrie 2001  | Toc înalt și minte brici              | coproducție cu Fragile Films |
| 21 noiembrie 2001  | Distracție la rece                    | coproducție cu Spyglass Entertainment, The Donners' Company și Birnbaum/Barber Productions                                             |
| 14 decembrie 2001  | Familia Tenenbaum                     | coproducție cu American Empirical Pictures                                                                                             |
| 25 ianuarie 2002   | Contele de Monte Cristo               | coproducție cu Spyglass Entertainment                                                                                                  |
| 22 martie 2002     | Băieți de băieți                      | — |
| 5 aprilie 2002     | Belea mare în Miami                   | coproducție cu Sonnenfeld/Josephson Worldwide Entertainment                                                                            |
| 26 aprilie 2002    | Frank McKlusky, C.I.                  | coproducție cu Robert Simonds Productions                                                                                              |
| 6 mai 2002         | Ultimate X: The Movie                 | coproducție cu ESPN Films |
| 7 iunie 2002       | Dublura                               | coproducție cu Jerry Bruckheimer Films                                                                                                 |
| 12 iulie 2002      | Regatul de Foc                        | coproducție cu Spyglass Entertainment și The Zanuck Company                                                                            |
| 2 august 2002      | Semne                                 | coproducție cu Blinding Edge Pictures și The Kennedy/Marshall Company                                                                  |
| 27 septembrie 2002 | Casă, dulce casă                      | coproducție cu Original Film |
| 4 octombrie 2002   | Moonlight Mile                        | coproducție cu Hyde Park Entertainment                                                                                                 |
| 13 decembrie 2002  | Am fost odată sexy                    | coproducție cu Happy Madison Productions                                                                                               |
| 19 decembrie 2002  | A 25-a oră                            | coproducție cu 40 Acres and a Mule Filmworks                                                                                           |
| 20 decembrie 2002  | Bandele din New York                  | coproducție cu Miramax Films, Initial Entertainment Group și Alberto Grimaldi Productions                                              |
| 31 ianuarie 2003   | Recrutul                              | coproducție cu Spyglass Entertainment și Epsilon Motion Pictures                                                                       |
| 7 februarie 2003   | Cavalerii Shaolin                     | coproducție cu Spyglass Entertainment, Birnbaum/Barber Productions și Jackie Chan Films Limited                                        |
| 7 martie 2003      | Bringing Down the House               | coproducție cu Hyde Park Entertainment și Mandeville Films                                                                             |
| 14 august 2003     | Open Range                            | coproducție cu Beacon Communications, Cobalt Media Group și Tig Productions                                                            |
| 2 septembrie 2003  | Calendar Girls                        | coproducție cu Harbour Pictures |
| 5 septembrie 2003  | Hope Springs                          | coproducție cu Fragile Films, Mumbo Jumbo Productions, Prominent Features și Scala Films                                               |
| 19 septembrie 2003 | Cold Creek Manor                      | coproducție cu Red Mullet Productions                                                                                                  |
| 26 septembrie 2003 | Under the Tuscan Sun                  | coproducție cu Timnick Films |
| 2 octombrie 2003   | Veronica Guerin                       | coproducție cu Jerry Bruckheimer Films                                                                                                 |
| 5 martie 2004      | Hidalgo                               | coproducție cu Casey Silver Productions                                                                                                |
| 26 martie 2004     | Cum scăpăm de Coana Mare?             | Refacere a filmului din 1955; coproducție cu Mike Zoss Productions                                                                     |
| 9 aprilie 2004     | Alamo                                 | Refacere a filmului din 1960; coproducție cu Imagine Entertainment                                                                     |
| 28 mai 2004        | Raising Helen                         | coproducție cu Beacon Communications, Hyde Park Entertainment și Mandeville Films                                                      |
| 7 iulie 2004       | King Arthur                           | coproducție cu Jerry Bruckheimer Films                                                                                                 |
| 30 iulie 2004      | Sinucideri misterioase                | coproducție cu Blinding Edge Pictures și Scott Rudin Productions                                                                       |
| 17 septembrie 2004 | Mr. 3000                              | coproducție cu Dimension Films, Spyglass Entertainment și The Kennedy/Marshall Company                                                 |
| 24 septembrie 2004 | The Last Shot                         | coproducție cu Mandeville Films |
| 1 octombrie 2004   | Ladder 49                             | coproducție cu Beacon Communications și Casey Sliver Productions                                                                       |
| 25 decembrie 2004  | Steve Zissou: Cel mai tare de pe mare | coproducție cu American Empirical Pictures și Scott Rudin Productions                                                                  |
| 31 martie 2005     | Barefoot                              | German film; coproducție cu Mr. Brown Entertainment și Barefoot films                                                                  |
| 22 aprilie 2005    | A Lot like Love                       | coproducție cu Beacon Communications                                                                                                   |
| 29 aprilie 2005    | The Hitchhiker's Guide to the Galaxy  | coproducție cu Spyglass Entertainment, Hammer & Tongs Productions și Everyman Pictures                                                 |
| 3 iunie 2005       | Renăscut din cenușă                   | coproducție cu Universal Pictures, Miramax Films și Imagine Entertainment; international doar distribuție                              |
| 8 iulie 2005       | Apă întunecată                        | — |
| 23 septembrie 2005 | Jurnal de bord                        | coproducție cu Imagine Entertainment                                                                                                   |
| 29 septembrie 2005 | Gool!                                 | doar distribuție; produs de Milkshake Films                                                                                            |
| 21 octombrie 2005  | Fata de la magazin                    | coproducție cu 20th Century Fox și Hyde Park Entertainment; doar distribuție în America de Nord                                        |
| 25 decembrie 2005  | Casanova                              | coproducție cu Hallström/Holleran Productions și The Mark Gordon Company                                                               |
| 27 ianuarie 2006   | Annapolis                             | — |
| 28 aprilie 2006    | Spirit de echipă                      | coproducție cu Spyglass Entertainment                                                                                                  |
| 19 august 2006     | Dansul dragostei                      | coproducție cu Summit Entertainment și Offspring Entertainment                                                                         |
| 26 septembrie 2006 | În slujba vieții                      | coproducție cu Beacon Communications                                                                                                   |
| 20 octombrie 2006  | Prestigiul                            | coproducție cu Warner Bros. Pictures, Newmarket Films și Syncopy; doar distribuție în America de Nord                                  |
| 22 noiembrie 2006  | Dincolo de trecut                     | coproducție cu Jerry Bruckheimer Films și Scott Free Productions                                                                       |
| 8 decembrie 2006   | Apocalypto                            | coproducție cu Icon Productions; doar distribuție în America de Nord                                                                   |
| 2 martie 2007      | Gașca nebună                          | coproducție cu Tollin/Robbins Productions                                                                                              |
| 26 octombrie 2007  | Dan, un tip norocos                   | coproducție cu Focus Features, NALA Films și Jon Shestack Productions; doar distribuție în America de Nord                             |
| 14 februarie 2008  | Dansul dragostei 2                    | coproducție cu Summit Entertainment și Offspring Entertainment                                                                         |
| 1 august 2008      | Votul decisiv                         | coproducție cu Tree House Films, 1821 Pictures și Radar Pictures                                                                       |
| 26 septembrie 2008 | Miracolul de la Sf. Ana               | coproducție cu 40 Acres and a Mule Filmworks, Rai Cinema și On My Own Produzioni Cinematografiche; doar distribuție în America de Nord |
| 13 februarie 2009  | Mă dau în vânt după cumpărături       | coproducție cu Jerry Bruckheimer Films                                                                                                 |
| 19 iunie 2009      | Vrei să te însori cu mine?            | coproducție cu K/O Paper Products și Mandeville Films                                                                                  |
| 25 septembrie 2009 | Surogate                              | coproducție cu Brownstone Productions și Mandeville Films                                                                              |

## Anii 2010
| Premiera           | Titlu                              | Note |
| ------------------ | ---------------------------------- | --- |
| 29 ianuarie 2010   | Amor la Roma                       | — |
| 31 martie 2010     | Ultimul cântec                     | coproducție cu Offspring Entertainment |
| 6 august 2010      | Step Up 3D                         | coproducție cu Summit Entertainment și Offspring Entertainment |
| 24 septembrie 2010 | Tu din nou                         | coproducție cu Frontier Pictures |
| 10 decembrie 2010  | Furtuna                            | coproducție cu Miramax Films, Chartoff/Hendee Productions, TalkStory Productions, Artemis Films și Mumbai Mantra Media Limited |
| 11 februarie 2011  | Gnomeo și Julieta                  | coproducție cu Rocket Pictures și Starz Animation |
| 18 februarie 2011  | Numărul patru                      | distribuție numai în afara Indiei; produs de DreamWorks Pictures, Reliance Entertainment și Bay Films |
| 10 august 2011     | Culoarea sentimentelor             | distribuție numai în afara Indiei; produs de DreamWorks Pictures, Participant Media, Image Nation, Reliance Entertainment, 1492 Pictures și Harbinger Pictures                                                                            |
| 19 august 2011     | Noapte de groază                   | distribuție numai în afara Indiei; produs de DreamWorks Pictures, Reliance Entertainment, Michael De Luca Productions și Gaetz/Rosenzweig Films                                                                                           |
| 7 octombrie 2011   | Pumni de oțel                      | distribuție numai în afara Indiei; produs de DreamWorks Pictures, Reliance Entertainment și 21 Laps Entertainment |
| 25 decembrie 2011  | Calul de luptă                     | distribuție numai în afara Indiei; produs de DreamWorks Pictures, Reliance Entertainment, Amblin Entertainment și The Kennedy/Marshall Company                                                                                            |
| 22 iunie 2012      | Mad Buddies                        | doar distribuție; produs de Keynote Films |
| 29 iunie 2012      | Oameni ca noi                      | distribuție numai în afara Indiei; produs de DreamWorks Pictures, Reliance Entertainment și K/O Paper Products |
| 16 noiembrie 2012  | Lincoln                            | doar distribuție în America de Nord; produs de DreamWorks Pictures, Reliance Entertainment, 20th Century Fox, Participant Media, The Kennedy/Marshall Company și Amblin Entertainment                                                     |
| 18 octombrie 2013  | Wikileaks: A cincea putere în stat | distribuție numai în America de Nord și Latină, Australia, Noua Zeelandă, Asia (cu excepția Indiei) și Rusia; DreamWorks Pictures, Reliance Entertainment, Participant Media și Anonymous Content                                         |
| 22 noiembrie 2013  | Tată fără număr                    | distribuție numai în America de Nord și Latină, Australia, Noua Zeelandă, Asia (cu excepția Indiei) și Rusia; produs de DreamWorks Pictures, Reliance Entertainment and Caramel Film                                                      |
| 29 noiembrie 2013  | Schuks! Your Country Needs You     | doar distribuție |
| 28 februarie 2014  | Vântul se întețește                | doar distribuție în America de Nord; produs de Studio Ghibli |
| 14 martie 2014     | Need for Speed: Începuturi         | distribuție numai în America de Nord și Latină, Australia, Noua Zeelandă, Asia (cu excepția Indiei) și Rusia; produs de DreamWorks Pictures, Reliance Entertainment, Electronic Arts și Bandito Brothers                                  |
| 8 august 2014      | Război în bucătărie                | distribuție numai în America de Nord și Latină, Australia, Noua Zeelandă, Asia (cu excepția Indiei) și Rusia; produs de DreamWorks Pictures, Reliance Entertainment, Participant Media, Image Nation, Amblin Entertainment și Harpo Films |
| 23 ianuarie 2015   | Magie stranie                      | coproducție cu Lucasfilm Ltd., Lucasfilm Animation Singapore și Industrial Light & Magic |
| 23 august 2015     | Schuks! Pay Back the Money!        | doar distribuție |
| 16 octombrie 2015  | Podul spionilor                    | doar distribuție în America de Nord; produs de DreamWorks Pictures, Reliance Entertainment, Fox 2000 Pictures, Participant Media, TSG Entertainment, Amblin Entertainment și Marc Platt Productions                                       |
| 2 septembrie 2016  | Lumina dintre oceane               | doar distribuție în America de Nord; produs de DreamWorks Pictures, Reliance Entertainment, Participant Media și Heyday Films; final Touchstone Pictures release                                                                          |